# ورزشگاه لویی آرمسترانگ
ورزشگاه لویی آرمسترانگ (انگلیسی: Louis Armstrong Stadium) یک ورزشگاه مخصوص تنیس در شهر نیویورک، ایالات متحده آمریکا است.
این ورزشگاه در سال ۱۹۷۸ ساخته شده، دارای ۱۰٬۲۰۰ نفر ظرفیت می‌باشد و میزبان مسابقات تنیس آزاد آمریکااست.

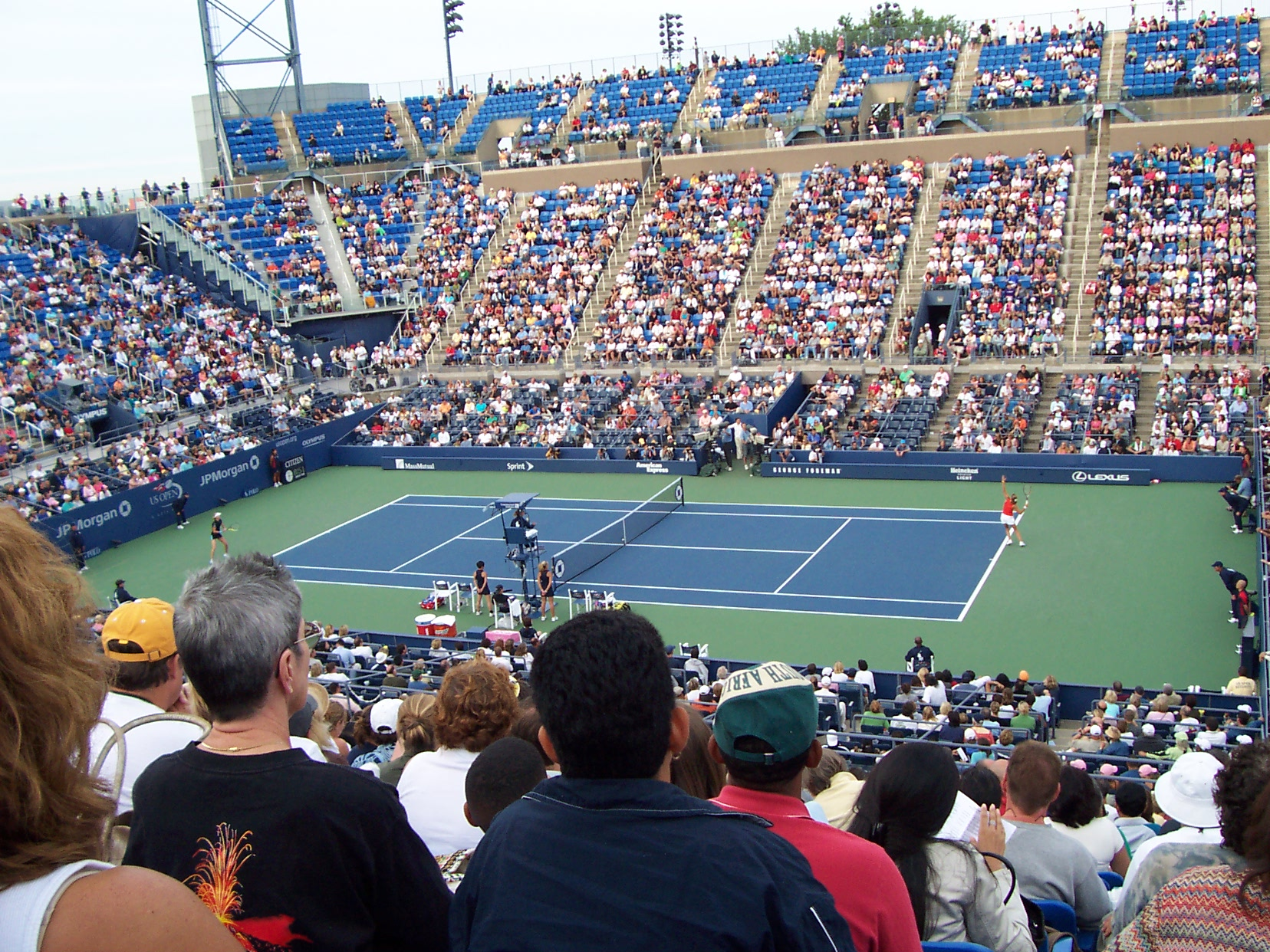
داخل ورزشگاه